# 桥亭镇
桥亭镇，原为桥亭乡，是中华人民共和国四川省巴中市南江县下辖的一个乡镇级行政单位。2019年12月，撤销上两乡，将原上两乡和原柳湾乡柳湾社区、长河社区、长河村、黄土村、麻柳村、竹坝村、田坪村所属行政区域划归桥亭镇管辖。

## 行政区划
桥亭镇下辖以下地区：
桥亭社区、沙滩社区、龙门村、木竹村、桥亭村、罗垭村、山寨村、铁坪村、马梁村、凤凰村和银堡村。